# Bodo Harenberg
Bodo Harenberg (* 26. Juli 1937 in Magdeburg) ist ein deutscher Journalist und Verleger.

## Leben und Wirken
Bodo Harenberg wurde am 26. Juli 1937 als Sohn von Ernst Harenberg und dessen Ehefrau Brunhilde (geborene Gernß) in Magdeburg geboren. Nach seiner erfolgreichen Schulausbildung und dem Abitur studierte er zunächst an der Magdeburger Hochschule für Schwermaschinenbau vier Semester Maschinenbau und absolvierte im Jahr 1956 ein Volontariat bei den Ruhr Nachrichten in Dortmund. Danach schlug er gänzlich einen journalistischen Weg ein und war als Journalist bei der Nürnberger Zeitung in Nürnberg, der Aral AG in Bochum und wieder bei den Ruhr Nachrichten in Dortmund beschäftigt. Im Anschluss machte sich Harenberg als Journalist und Marketingberater selbstständig und verschaffte sich unter anderem mit kritischen Berichten über wirtschaftliche Aspekte des Sports ein gewisses Renommee. Für das Psychogramm eines Boxer, das er in Die Zeit veröffentlicht hatte, erhielt er 1966 den Theodor-Wolff-Preis verliehen.
Nebenbei war er maßgeblich an der Entwicklung von Marketingkonzepten für Unternehmen wie Aral oder die Deutsche Bahn verantwortlich und gründete 1968 ein eigenes Redaktionsbüro. Als Verleger wurde er kurz darauf erstmals tätig, als er die Fachzeitschrift buchreport verlegte, die erstmals zur Buchmesse 1970 erschien, mit ihrem speziell entwickelten saloppen Stil neue Maßstäbe setzte und Anfang des Jahres 2024 eingestellt wurde. Über seinen Harenberg Verlag, der offiziell im Jahr 1973 als Harenberg Kommunikation Verlags und Medien GmbH mit Bodo Harenberg als alleiniger Geschäftsführer gegründet worden war, wurden auch Die Bibliophilen Taschenbücher (ab 1977) und die sogenannten Chronik-Bände (ab 1982) herausgebracht. Speziell mit den jährlich erscheinenden Chronik-Bänden wurden zu Spitzenzeiten (etwa 2003) 50 Millionen Euro eingenommen. Es entstanden 16 Übersetzungen und Lizenzausgaben in 23 Ländern, wodurch die Chronik für das Unternehmen zu einem Welterfolg wurde. Daraus entwickelte sich eine ganze Produktfamilie und der erste Markenartikel des deutschen Buchhandels. So entstanden etwa Die Chronik der Menschheit, Die Chronik der Frauen, Die Chronik der Deutschen oder Die Chronik Bayerns. Nur im deutschsprachigen Raum erreichten die rund 100 erschienenen Chronik-Bände eine Auflage von rund drei Millionen Exemplaren. Das komplette Chronik-Programm wurde im Herbst 1993 von Harenberg an den Bertelsmann Lexikon Verlag verkauft.
Bereits kurz nach Verlagsgründung realisierte Harenberg neuartige Zeitschriftenkonzeptionen wie dem Kundenmagazin buch aktuell, das 1973 bereits in einer Auflage von 600.000 Exemplaren erschien. Ein weiteres nennenswertes Beispiel ist das taschenbuch magazin, das 1978 in einer Auflage von 1,3 Millionen Exemplaren erschien. Beides waren von Verlegen und Buchhändlern gemeinsam finanzierte kostenlose Magazine. Große Produktionen in den frühen 1980er Jahren waren Die Bibliothek deutscher Klassiker in 60 Bänden (1982) oder Die große Erzählerbibliothek der Weltliteratur in 100 Bänden (1984ff). Anfang 2004 verkaufte der Harenberg-Verlag die Bereiche Lexika und Kalender an das Bibliographische Institut & F. A. Brockhaus. Der Harenberg Verlag selbst ging 2007 an die Spiegel-Gruppe, nachdem sich Harenberg ins Privatleben zurückgezogen hatte.
In den 1980er Jahren erregte Harenberg mit einer innovativen, intermedialen Idee großes Interesse: Am 2. Januar 1987 startete im ZDF unter dem Motto „Der Kommissar sind Sie!“ eine Krimiserie, bei der die Zuschauer mithilfe eines im Verlag veröffentlichten Buches den Täter identifizieren und die Chance auf einen Gewinn von zehnmal 10.000 D-Mark hatten. Da dieses Konzept jedoch gegen das Wettbewerbsrecht und den Medienstaatsvertrag verstieß, wurde es nicht weiterverfolgt. Harenberg richtete seinen Fokus anschließend wieder auf die Publikation von Büchern und Zeitschriften. Spätestens ab den frühen 1990er Jahren etablierte sich Harenberg mit seinem Verlag auch in anderen Bereichen. Eine bedeutende Marktstellung erlangte etwas das Jahrbuch Aktuell – Das Lexikon der Gegenwart. Mit dem Band Berlin wurde 1991 die Städteführer-Reihe Harenberg City Guide eingeführt. Der 1992 gegründete Harenberg Lexikon Verlag etablierte sich zudem erfolgreich mit verschiedenen Publikationen, darunter Harenbergs Personenlexikon des 20. Jahrhunderts (1992) und das Harenberg Kompakt-Lexikon in fünf Bänden (1995).
Harenberg geht nicht nur Gründer des buchreport hervor, sondern gilt auch als Macher der SPIEGEL-Bestsellerliste, als Erfinder der Chronik des 20. Jahrhunderts und als Bauherr des 1994 eröffneten Harenberg City-Centers, des einst höchsten Gebäudes Dortmunds, das um rund 90 Millionen D-Mark errichtet worden war. Das City-Center, das sich auch zu einem Kulturzentrum der Stadt entwickelte, wechselte im Herbst 2006 den Eigentümer. Im Dezember 2023 meldete der Verlag nach über fünf Jahrzehnten des Bestehens Insolvenz an. Der Geschäftsbetrieb in Redaktion und Verlag wurde zum Jahresende 2023 eingestellt.
Bereits vor den weit über 1000 Büchern, die er im eigenen Verlag betreut hatte, hatte Harenberg für andere Verlage zahlreiche Buchserien erfunden und entwickelt. Dazu zählen etwa das ARAL Autobuch, der ARAL Schlemmer-Atlas, die Knaur Kulturführer, Das große ADAC–Winterbuch oder Das große Deutschland–Reisebuch für den RV-Verlag und für MairDumont die Neuentwicklung und Produktion der Reiseführerreihe Baedeker. Harenberg hat das Buchmarketing maßgeblich verändert und mit seinen oft riskanten Innovationen neue Maßstäbe in der Branche gesetzt. Seine unkonventionellen Ansätze prägten den Markt nachhaltig und wirken bis heute nach.
Anlässlich seines 80. Geburtstages veröffentlichte Harenberg das Buch Zukunft ist immer, da er als Privatausgabe nur der Familie und Freunden zukommen ließ.
Harenberg lebt in einem alten Fachwerkhaus mit Skulpturenpark in Schwerte sowie in Wien. Zusammen mit seiner Ehefrau pendelt er bereits seit Jahrzehnten zwischen den beiden Städten. Während er seine Zeit in Wien vorrangig dem Besuch von Opern, Theater oder Museen widmet, verbringt er seine Zeit in Deutschland vor allem in und um sein Fachwerkhaus, einem westfälischen Bauernhaus, das einst ein weithin bekannte Ausflugsstätte war. Seit dem Verkauf des Verlages und des Harenberg City-Centers hatte Harenberg auf dem großen Grundstück einen privaten Skulpturenpark entstehen lassen. Mit seiner Ehefrau hat er zwei Kinder – Georg (* 1965) und Anne (* 1969).
Harenberg ist bzw. war Mitglied des Kuratoriums der Universität Dortmund, Vorstandsmitglied der Kulturstiftung Dortmund und Ehrenmeister der Reinoldigilde. 1997 erhielt Harenberg den City-Ring der Stadt Dortmund und im Jahr 2001 die Ehrenmedaille der Universität Dortmund.

### Harenberg-Kalender
Harenberg veröffentlichte über den 1985 gegründeten Harenberg Kalender Verlag jährlich rund 200 verschiedene Kalender, darunter Tisch- und Wandkalender. Ein besonderer Fokus liegt auf Wissenskalendern zu Themen wie Allgemeinbildung, Geschichte, Denksport, Fremdsprachen, Reisen, Kunst, Literatur und Kultur. Zudem war Wochenkalender mit unterschiedlichen Motiven sowie lizenzierten Inhalten, etwa aus SPIEGEL Geschichte, fester Bestandteil des Programms. Zum Zeitpunkt des Verkaufs an das Bibliographisches Institut & F. A. Brockhaus waren rund 80 verschiedene Kalender im Sortiment.
Der erste Wissenskalender, eine Erfindung Bodo Harenbergs, wurde im Jahr 1984 veröffentlicht. Die Idee für den Harenberg Kulturkalender Chronik, der täglich 365 geschichtliche Kurzbeiträge präsentierte, entstand aus der erfolgreichen Buchreihe Chronik des 20. Jahrhunderts des Verlags. Im Jahr 1985 wurde der erste Harenberg Sprachkalender Englisch veröffentlicht, 1987 folgten die ersten Horoskopkalender des Verlags. Mit den Sehnsuchtskalendern, die 53 Postkarten mit Motiven zu Ländern, Regionen und Städten enthielten, etablierte Harenberg 1993 das Format des Wochenkalenders. Während 1992 die Jahrtausendwende noch wenig Beachtung fand, entwickelte man in Dortmund bereits ein speziell darauf abgestimmtes Produkt: Der Harenberg Countdown-Kalender zählte die Tage vom 1. Januar 1993 bis zum 1. Januar 2000.